# Diogo Costa
Pour les articles homonymes, voir Costa.
Ne pas confondre avec le footballeur espagnol Diego Costa.
Diogo Costa est un footballeur international portugais, né le 19 septembre 1999 à Rothrist en Suisse. Il joue au poste de gardien de but au FC Porto.

## Biographie

### Origines et initiation au football
Diogo Meireles da Costa est né le 19 septembre 1999 de parents portugais, à Rothrist (canton d'Argovie) en Suisse.
La famille déménage à Santo Tirso lorsqu’il a 7 ans car son père a trouvé un emploi à l’usine locale de Canard-WC. Enfant, il joue au football avec son cousin Vitor, et leur idole est la légende du FC Porto, Vítor Baia, qu’ils cherchent à imiter.
Il commence à jouer au football dans une école locale de football, l’AMCH Ringe, et plus tard suit des sessions d’entraînement au club de Benfica Lisbonne, étant passé pendant deux ans par l’un de leurs clubs de drainage, à Póvoa de Lanhoso : il se fait remarquer aux côtés de son futur coéquipier Vitinha, avant de rejoindre l’académie du FC Porto en 2011, après avoir obtenu l’accord de ses parents.

### En club

#### Équipe réserve et formation du FC Porto
Diogo Costa dispute son premier match professionnel avec la réserve de Porto, le 6 août 2017. Le FC Porto B reçoit le Gil Vicente FC pour le compte de la première journée de Segunda Liga et s'incline sur le score de 1-2. Il réalise son premier clean sheet face au CD Santa Clara, le 27 août 2017 et une victoire 1-0 du FC Porto B lors de la cinquième journée du championnat.
Par ailleurs, il dispute la Youth League avec la catégorie des moins de 19 ans du club dès la saison 2015-2016. Il remporte cette compétition en 2019 en battant le Chelsea FC en finale 3-1 avec quelques-uns de ses futurs partenaires en équipe première du FC Porto : Romário Baró, Fábio Silva, Fábio Vieira, João Mário, Vítor Ferreira ou encore Diogo Leite.

#### L'équipe première du FC Porto
Le 25 septembre 2019 marque ses grands débuts en équipe première. Le FC Porto reçoit le CD Santa Clara en Coupe de la Ligue, un match qui se soldera par une victoire portista sur le score de 1-0. Numéro deux d'Agustín Marchesín dans la hiérarchie des gardiens de Sérgio Conceição, il commence donc par jouer les matchs de coupes. Floqué du mythique no 99 de Vítor Baía, Diogo Costa commence la saison 2021-2022 en tant que titulaire profitant de l'absence de Marchesín qui est indisponible dans un premier temps dû au retour tardif de l'international argentin dans le groupe portista à la suite de sa participation à la Copa América 2021. Dans un deuxième temps, Marchesín est contraint de subir une opération au genou qui le tiendra éloigné des terrains durant quelques semaines, laissant le but du FC Porto à Diogo Costa.

### En équipe nationale

#### Sélections en équipes jeunes et espoirs
Avec les moins de 17 ans, Diogo Costa participe au championnat d'Europe des moins de 17 ans en 2016. Lors de cette compétition, il joue six matchs. Le Portugal remporte le tournoi en battant l'Espagne en finale après une séance de tirs au but.
Avec les moins de 19 ans, il participe au championnat d'Europe des moins de 19 ans en 2017. Lors de cette compétition, il joue quatre matchs. Le Portugal s'y incline en finale face à l'équipe d'Angleterre.
Cette prestation lui permet de disputer quelques semaines plus tard avec les moins de 20 ans la Coupe du monde des moins de 20 ans organisée en Corée du Sud. Lors du mondial junior, il joue cinq matchs. Le Portugal y est éliminé en quart de finale par l'Uruguay.
Le 25 mai 2018, il dispute son premier match avec l’équipe espoirs portugaise contre l'Italie, qui se solde par une victoire 3 buts à 2.

#### Sélection en équipe A
Diogo Costa est appelé pour la première fois en équipe première par Fernando Santos le 26 août 2021. Il intègre la liste des convoqués aux côtés de Rui Patrício et Anthony Lopes pour les rencontres des éliminatoires de la Coupe du monde 2022 qui oppose le Portugal à l'Irlande et à l'Azerbaïdjan. Il est titulaire pour  sa première sélection face au Qatar le 9 octobre suivant.
Le 10 novembre 2022, il est sélectionné par Fernando Santos pour participer à la Coupe du monde 2022.
Le 21 mai 2024, Diogo Costa figure dans la liste de Roberto Martínez pour l'Euro 2024, où il s'illustre à l'occasion du huitième de finale opposant les Portugais aux Slovènes le 1er juillet, dans lequel il remporte un face-à-face crucial contre Benjamin Šeško dans les ultimes minutes de la prolongation (0-0 après 120 minutes), puis parvient à arrêter les trois premiers pénaltys lors de la séance de tirs au but remportée par les Portugais (score final des  t. a. b. : 3-0), devenant ainsi le premier gardien de l'histoire de l'Euro à arrêter trois pénaltys lors d'une séance de tirs au but,. En outre, il s’agit des trois premiers pénaltys de la séance et Diogo Costa n’en a donc encaissé aucun lors de celle-ci.

## Statistiques

### Générales
| Saison                | Club                  | Championnat           | Championnat | Championnat | Coupe nationale | Coupe nationale | Coupe de la Ligue | Coupe de la Ligue | Supercoupe | Supercoupe | Compétition(s) continentale(s) | Compétition(s) continentale(s) | Compétition(s) continentale(s) | Portugal | Portugal | Total | Total |
| Saison                | Club                  | Division              | M.          | B.          | M.              | B.              | M.                | B.                | M.         | B.         | Comp.                          | M.                             | B.                             | M.       | B.       | M.    | B.    |
| 2017-2018             | FC Porto B            | Segunda Liga          | 32          | 0           | -               | -               | -                 | -                 | -          | -          | -                              | -                              | -                              | -        | -        | 32    | 0     |
| 2018-2019             | FC Porto B            | Segunda Liga          | 17          | 0           | -               | -               | -                 | -                 | -          | -          | -                              | -                              | -                              | -        | -        | 17    | 0     |
| 2020-2021             | FC Porto B            | Segunda Liga          | 2           | 0           | -               | -               | -                 | -                 | -          | -          | -                              | -                              | -                              | -        | -        | 2     | 0     |
| Sous-total            | Sous-total            | Sous-total            | 51          | 0           | 0               | 0               | 0                 | 0                 | 0          | 0          | -                              | 0                              | 0                              | 0        | 0        | 51    | 0     |
| 2019-2020             | FC Porto              | Primeira Liga         | 3           | 0           | 7               | 0               | 5                 | 0                 | -          | -          | -                              | -                              | -                              | -        | -        | 15    | 0     |
| 2020-2021             | FC Porto              | Primeira Liga         | 1           | 0           | 6               | 0               | 2                 | 0                 | -          | -          | C1                             | 1                              | 0                              | -        | -        | 10    | 0     |
| 2021-2022             | FC Porto              | Primeira Liga         | 33          | 0           | -               | -               | -                 | -                 | -          | -          | C1+C3                          | 6+4                            | 0                              | 5        | 0        | 48    | 0     |
| 2022-2023             | FC Porto              | Primeira Liga         | 33          | 0           | -               | -               | -                 | -                 | -          | -          | C1                             | 8                              | 0                              | 9        | 0        | 50    | 0     |
| 2023-2024             | FC Porto              | Primeira Liga         | 33          | 0           | 3               | 0               | -                 | -                 | 1          | 0          | C1                             | 8                              | 0                              | 13       | 0        | 58    | 0     |
| 2024-2025             | FC Porto              | Primeira Liga         | 32          | 0           | -               | -               | -                 | -                 | 1          | 0          | C3                             | 10                             | 0                              | 9        | 0        | 52    | 0     |
| 2025-2026             | FC Porto              | Primeira Liga         | 2           | 0           | -               | -               | -                 | -                 | -          | -          | -                              | -                              | -                              | -        | -        | 2     | 0     |
| Sous-total            | Sous-total            | Sous-total            | 137         | 0           | 16              | 0               | 7                 | 0                 | 2          | 0          | -                              | 37                             | 0                              | 36       | 0        | 235   | 0     |
| Total sur la carrière | Total sur la carrière | Total sur la carrière | 188         | 0           | 16              | 0               | 7                 | 0                 | 2          | 0          | -                              | 37                             | 0                              | 36       | 0        | 286   | 0     |

## Palmarès

### En sélection nationale
| Équipe du Portugal -17 ans (1)                     | Équipe du Portugal -19 ans (1)                                        | Équipe du Portugal espoirs (0)                     | Équipe du Portugal (1)                  |
| -------------------------------------------------- | --------------------------------------------------------------------- | -------------------------------------------------- | --------------------------------------- |
| - Championnat d'Europe -17 ans - Vainqueur : 2016. | - Championnat d'Europe -19 ans - Vainqueur : 2018 - Finaliste : 2017. | - Championnat d'Europe espoirs - Finaliste : 2021. | - Ligue des nations - Vainqueur : 2025. |

### En club
| FC Porto (11) |
| --- |
| - Championnat du Portugal - Champion : 2020 et 2022. - Vice-champion : 2021 et 2023. - Coupe du Portugal - Vainqueur : 2020, 2022, 2023 et 2024. - Supercoupe du Portugal - Vainqueur : 2020, 2022 et 2024. - Finaliste : 2023. - Coupe de la Ligue - Vainqueur : 2023. - Finaliste : 2020. - UEFA Youth League - Vainqueur : 2019. |

### Individuel
- Meilleur gardien du championnat du Portugal en 2022 et 2023.